# (253) Mathilde
(253) Mathilde es un asteroide, situado en el cinturón de asteroides, que fue descubierto por Johann Palisa en 1885. Mathilde tiene una órbita relativamente elíptica, que requiere más de cuatro años para rodear el Sol. Este asteroide realiza una rotación relativamente muy lenta, ya que precisa de 17.4 días para girar sobre su eje. Es un asteroide de tipo C, lo que quiere decir que su superficie contiene una alta proporción de carbono, lo que le convierte en una superficie oscura que refleja solo el 4 % de la luz que incide sobre ella.
Este asteroide fue avistado por la sonda espacial NEAR Shoemaker en junio de 1997, cuando esta se dirigía al asteroide (433) Eros. La nave espacial captó imágenes de un hemisferio del asteroide, dando a conocer que contenía muchos cráteres grandes que habían erosionado la superficie. Mathilde fue el asteroide más grande avistado de cerca por una sonda espacial, hasta la exploración por Dawn de Vesta en 2011, y el primer asteroide de tipo C en ser explorado.

## Historia
En 1880, ofrecieron a Johann Palisa un puesto como ayudante en el recién terminado Observatorio de Viena. Al aceptar el trabajo, Palisa tuvo acceso a un nuevo telescopio refractor de 27 pulgadas, el telescopio más grande del mundo en aquel entonces. A esas alturas, Palisa ya había descubierto 27 asteroides y emplearía los telescopios de 27 y 12 pulgadas de Viena para encontrar los 94 asteroides restantes que descubriría antes de retirarse.
Entre los descubrimientos de Johann Palisa se encuentra el asteroide (253) Mathilde, descubierto el 12 de noviembre de 1885. Los elementos orbitales iniciales del asteroide fueron calculados por V. A. Lebeuf, otro astrónomo austríaco que trabajaba en el observatorio. El nombre del asteroide fue sugerido por Lebeuf, ya que Mathilde era el nombre de la esposa de Maurice Leowy, vicedirector del Observatorio de París.
En 1995, mediante unas observaciones llevadas a cabo desde la Tierra, se descubrió que el asteroide Mathilde es del tipo C. También se encontró que contaba con un período excepcionalmente largo de rotación.
El 27 de junio de 1997, la sonda espacial NEAR Shoemaker pasó a 1212 kilómetros de Mathilde mientras se desplazaba a una velocidad de 9.93 kilómetros/s. Este hecho permitió a la nave espacial capturar más de 500 imágenes de la superficie y proporcionó nuevos datos más exactos acerca de las dimensiones del asteroide y su masa (basada en las perturbaciones gravitacionales de la nave espacial). Sin embargo, solo un hemisferio de Mathilde fue fotografiado durante la aproximación. Este fue el tercer asteroide en ser fotografiado a poca distancia, después de Gaspra e Ida.

## Descripción

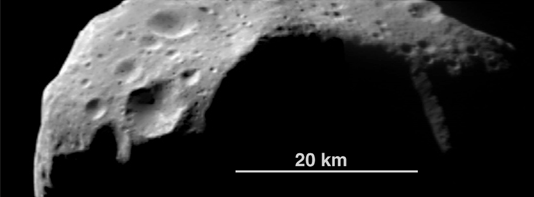
Imagen de Damodar, uno de los mayores cráteres de (253) Mathilde.

Mathilde es muy oscuro, con un albedo comparable al del asfalto fresco y se supone que tiene la misma composición que los meteoritos de condrita carbonácea CI1 o CM2, con una superficie plagada de minerales filosilicatos. El asteroide tiene un enorme número de cráteres, los más grandes de los cuales han recibido nombres de yacimientos de carbón y cuencas del mundo entero. Los dos cráteres más grandes son Ishikari (29.3 kilómetros) y Karoo (33.4 kilómetros), siendo tan amplios como el radio medio del asteroide. Los impactos por los que se formaron los cráteres indican que estos impactos tuvieron lugar con otros asteroides de gran tamaño, por lo que se puede apreciar en las marcas del fondo de estos. Ninguna diferencia de resplandor o de color son visibles en los cráteres y no hay ningún aspecto de acodadura, por lo que el interior del asteroide debe ser muy homogéneo. Hay indicios de desplazamiento de materiales a lo largo de la parte sur del asteroide.
La densidad medida por la sonda NEAR Shoemaker, 1300 kg/m³, es menor que la media del típico asteroide de condrita carbonácea, lo que puede significar que el asteroide es un montón restos compactos. Esto mismo pasa con otros asteroides de tipo C que han sido estudiados desde la Tierra con ópticas adaptativas (Eugenia, Antíope, Silvia y Hermiona). Hasta el 50 % del volumen interior de Mathilde consiste en un espacio vacío. Sin embargo, la existencia de cadenas montañosas de 20 kilómetros de largo puede indicar que el asteroide realmente sí que tiene alguna fuerza estructural, por lo que podría tener grandes partes de su interior compactadas. La baja densidad de Mathilde es un buen amortiguador de los impactos con otros asteroides, lo que ayuda a conservar los rasgos superficiales.
La órbita de Mathilde es excéntrica y recorre los extremos exteriores del cinturón principal de asteroides. Sin embargo, la órbita se encuentra completamente entre las órbitas de Marte y Júpiter, es decir, no cruza las órbitas planetarias. Mathilde también tiene uno de los períodos de rotación más lentos de entre todos los asteroides conocidos, ya que el período medio de rotación de un asteroide es de entre 2.4 y 24 horas, cuando el suyo es de 17.4 días. A causa de la larga duración de su rotación, la sonda NEAR Shoemaker tan solo fue capaz de fotografiar el 60 % de la superficie del asteroide. El lento período de rotación podía ser muestra de la existencia de un satélite del asteroide. En una búsqueda realizada por la sonda, las imágenes no revelaron ningún satélite con más de 10 kilómetros de diámetro en un área a la redonda de 20 veces el radio de Mathilde.